# Museo Arqueológico de Agios Kírikos
El Museo Arqueológico de Agios Kírikos es un museo de Grecia que está ubicado en la isla de Icaria.
Se encuentra en un edificio de estilo neoclásico de dos pisos que fue construido en 1925.
En este museo se expone la historia de Icaria desde el periodo neolítico hasta la época romana a través de hallazgos arqueológicos como piezas de cerámica, monedas y herramientas, entre otros. 
Los objetos de la colección proceden de diversos enterramientos hallados en la isla, de naufragios, de un santuario de Artemisa Taurópolo en Nas —en el oeste de la isla— y de un santuario de Artemisa e Ilitía hallado en la acrópolis de Drácano, entre otros.
Una de las piezas de la colección más destacadas es un relieve votivo procedente de Katafygi realizado por un escultor de Paros, que representa una mujer sentada con un niño en sus brazos y otros dos niños y dos hombres a su alrededor y cuya fecha de ejecución es aproximadamente 475-450 a. C. 